# Metropolregion Hamburg
Metropolregion Hamburg (tysk: Metropolregion Hamborg) er et af Tysklands elleve storbyområder. Regionen omfatter delstaten Hamborg og dele af de nordtyske delstater/forbundslande Niedersachsen, Slesvig-Holsten og (2012) Mecklenburg-Vorpommern. Indbyggertallet er ca. 5,3 millioner (2018).

## Regionen
Storbyområdet omfatter sytten Landkreise og tre kreisfri byer udover Hamborg

### Kreisfrie byer ⋅
- Hamburg
- Lübeck (Slesvig-Holsten) (siden 2012)
- Neumünster (Slesvig-Holsten) (siden 2012)
- Schwerin (Mecklenburg-Vorpommern) (siden 2012)

### Niedersachsen
- Landkreis Cuxhaven (hovedby Cuxhaven)
- Landkreis Harburg (hovedby Winsen (Luhe))
- Landkreis Heidekreis (hovedby Bad Fallingbostel)
- Landkreis Lüchow-Dannenberg (hovedby Lüchow)
- Landkreis Lüneburg (hovedby Lüneburg)
- Landkreis Rotenburg (Wümme) (hovedby Rotenburg (Wümme))
- Landkreis Stade (hovedby Stade)
- Landkreis Uelzen (hovedby Uelzen)

### Slesvig-Holsten
- Kreis Dithmarschen (hovedby Heide)
- Kreis Herzogtum Lauenburg (hovedby Ratzeburg)
- Kreis Ostholstein (hovedby Eutin) (siden 2012)
- Kreis Pinneberg (hovedby Pinneberg)
- Kreis Segeberg (hovedby Bad Segeberg)
- Kreis Steinburg (hovedby Itzehoe)
- Kreis Stormarn (hovedby Bad Oldesloe)

### Mecklenburg-Vorpommern
- Landkreis Nordwestmecklenburg (hovedby Wismar) (siden 2012)
- Landkreis Ludwigslust-Parchim (siden 2012)